# Periphery II: This Time It's Personal
Periphery II: This Time It's Personal è il secondo album in studio del gruppo statunitense Periphery, pubblicato il 3 luglio 2012 dalla Sumerian Records.

## Descrizione
Come suggerisce il titolo, in questo album è emerso uno stile musicale più personale del gruppo, grazie anche al fatto che l'album stesso è stato prodotto da due componenti dei Periphery, Misha Mansoor e Adam Getgood.
Periphery II: This Time It's Personal presenta alcuni brani realizzati in collaborazione con Guthrie Govan (The Aristocrats), Wes Hauch (The Faceless) e John Petrucci (Dream Theater), oltre alla presenza di elementi orchestrali (eseguiti da Alice Mcllrath e Lezlie Smith).
Il primo singolo dell'album, Make Total Destroy, è stato pubblicato su iTunes il 5 giugno 2012, mentre nove giorni più tardi è stato reso disponibile per l'ascolto la quinta traccia Scarlet.
Il 28 giugno 2012 l'intero disco è stato pubblicato sul canale YouTube della Sumerian Records.

## Tracce
Testi e musiche dei Periphery, eccetto dove indicato.
1. Muramasa – 2:51
2. Have a Blast – 5:55
3. Facepalm Mute – 4:54
4. Ji – 5:14
5. Scarlet – 4:08
6. Luck as a Constant – 6:04
7. Ragnarok – 6:35
8. The Gods Must Be Crazy! – 3:38
9. Make Total Destroy – 4:27
10. Erised – 6:13
11. Epoch – 2:10
12. Froggin' Bullfish – 5:05
13. Mile Zero – 5:31
14. Masamune – 6:09

Tracce bonus nell'edizione limitata
1. Far Out (Instrumental) – 3:34
2. The Heretic Anthem – 3:48 (Slipknot) – originariamente interpretata dagli Slipknot

## Formazione
Gruppo
- Jake Bowen – chitarra, sintetizzatore, programmazione, secondo assolo (traccia 6), assolo (traccia 8)
- Matt Halpern – batteria
- Misha "Bulb" Mansoor – chitarra, sintetizzatore, primo assolo (tracce 2, 6 e 10), assolo (traccia 12)
- Adam "Nolly" Getgood – basso
- Mark Holcomb – chitarra
- Spencer Sotelo – voce

Altri musicisti
- Guthrie Govan – secondo assolo (traccia 2)
- Randy Slaugh – arrangiamento strumenti ad arco (traccia 2)
- Alice McIlrath – violino (traccia 2)
- Lezlie Smith – violoncello (traccia 2)
- John Petrucci – secondo assolo (traccia 10)
- Wes Hauch – assolo (traccia 13)

Produzione
- Periphery – produzione
- Misha "Bulb" Mansoor – produzione
- Adam "Nolly" Getgood – produzione, missaggio aggiuntivo
- Taylor Larson – ingegneria del suono, missaggio, produzione
- Spencer Sotelo – produzione vocale
- Will Donnelly – ingegneria del suono aggiuntiva
- Logan Mader – mastering
- Randy Slaugh – produzione strumenti ad arco (traccia 2)
- Ken Dudley – ingegneria strumenti ad arco (traccia 2)